# Yaimé Pérez
Yaimé Pérez Téllez (* 29. Mai 1991 in Santiago de Cuba) ist eine kubanische Diskuswerferin.

## Sportlicher Werdegang
2010 siegte sie bei den Juniorenweltmeisterschaften in Moncton.
Bei den Olympischen Spielen 2012 in London schied sie in der Qualifikation aus, und bei den Weltmeisterschaften 2013 in Moskau wurde sie Elfte.
2014 wurde sie Fünfte beim Continentalcup in Marrakesch und gewann Silber bei den Zentralamerika- und Karibikspielen.
2015 gewann sie Silber bei den Panamerikanischen Spielen in Toronto und wurde Vierte bei den Weltmeisterschaften in Peking.
2019 wurde sie bei den Leichtathletik-Weltmeisterschaften in Doha Weltmeisterin mit einer Weite von 69,17 m.
Bei den Olympischen Sommerspielen 2020 in Tokio gewann sie mit 65,72 m die Bronzemedaille hinter der US-Amerikanerin Valarie Allman mit 68,98 m und der Deutschen Kristin Pudenz mit 66,68 m. Während der Eröffnungsfeier war sie, gemeinsam mit dem Ringer Mijaín López, die Fahnenträgerin ihrer Nation.
Ihre persönliche Bestleistung von 69,39 m stellte sie am 16. Juli 2019 in Sotteville auf.
Im Juli 2022, als sie sich in den Vereinigten Staaten zu einem Wettbewerb aufhielt, verließ sie die kubanische Delegation.